# フアン・マヌエル・ブラネス

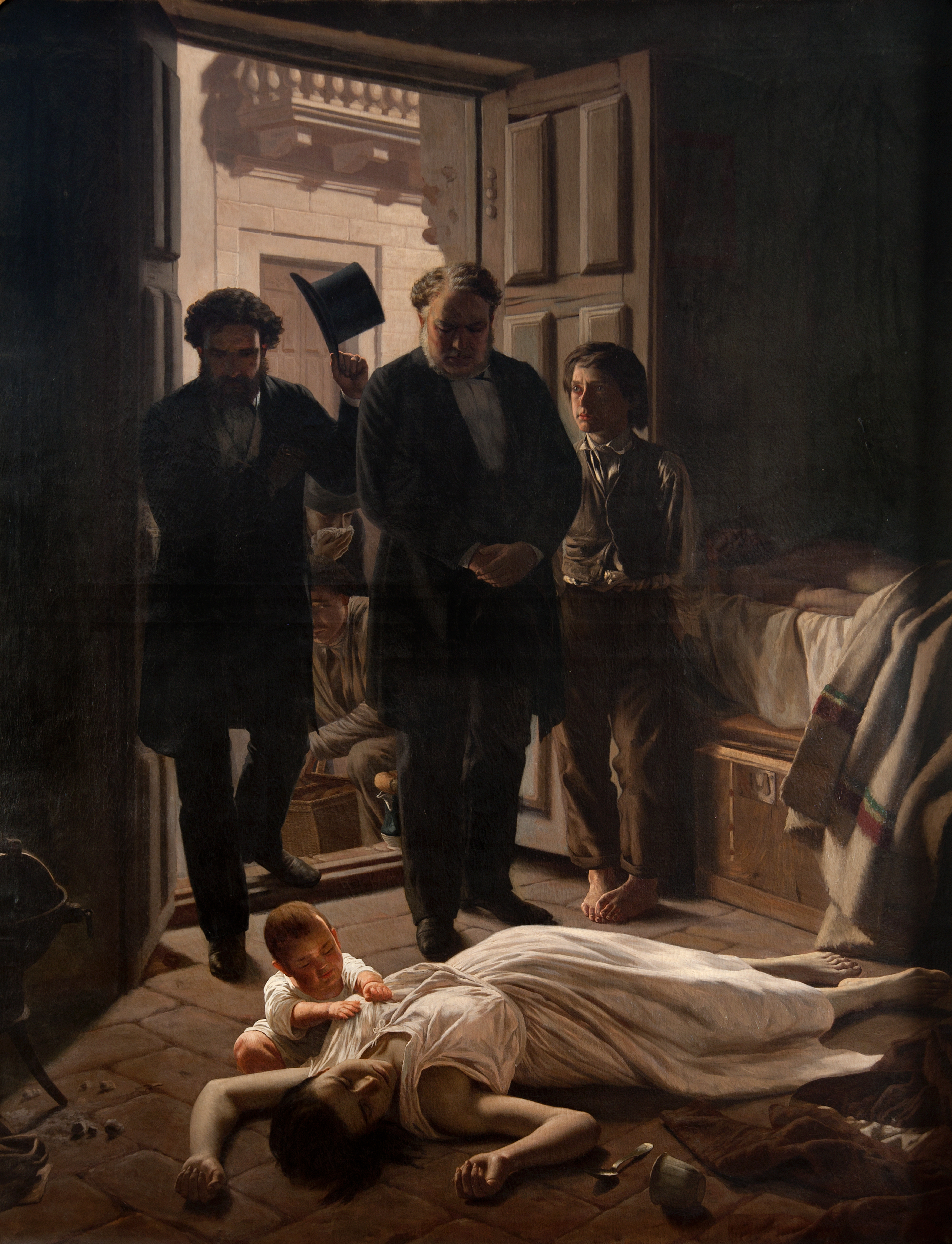
ブラネス作「ブエノスアイレスでの黄熱病のエピソード」(1871)

フアン・マヌエル・ブラネス（Juan Manuel Blanes、1830年6月8日 – 1901年4月15日）はウルグアイの画家である。写実主義のスタイルで歴史画や人物画を描いた。

## 略歴
モンテビデオで生まれた。10代の初めに母親と郊外に移り、そこで絵を描くのが好きになった。その後、新聞「El Defensor de la Independencia Americana(アメリカ独立の守護者)」の挿絵画家になり、1854年にはスタジオを開いた。1855年に結婚し、ウルグアイ西部のサルトに移り、肖像画家として働いた。1857年にアルゼンチンのコンセプシオン・デル・ウルグアイ(Concepción del Uruguay)に移り、アルゼンチン大統領、フスト・ホセ・デ・ウルキーサ(Justo José de Urquiza)らの肖像画や風景画などを描いた。1861年にウルグアイに戻ると、ウルグアイ政府から奨学金を得て、フィレンツェに留学し、1864年まで、アントニオ・チゼリに学んだ。
留学の経験は帰国後、ブラネスを人気のある肖像画家の一人にした。ブエノスアイレスの黄熱病の流行によって亡くなった母親とその子供を描いた1871年の作品は、蔓延の収まったブエノスアイレスで展示されて高い評価を得た。1872年にはアルゼンチン独立戦争の英雄、ホセ・デ・サン＝マルティンを描き、この作品はブエノスアイレスで好評で、チリにも招待された。
1877年に代表作の一つであるウルグアイ独立の戦いを始めた33人の東方州のメンバーを描いた作品を完成させた。その後、再びフィレンツェに渡り、フィレンツェで、ウルグアイ独立に関する歴史画を描いた。これらの作品やウルグアイの風俗を描いた作品でイタリアでも評価されることを望んだがイタリアでは人気が得られず1880年代初めにウルグアイに帰国した。
ウルグアイで肖像画の仕事を再開し、地元の富裕層の間で人気は続いた。ウルグアイ大統領マクシモ・サントスの肖像画やウルグアイの愛国者ホセ・アルティガスの肖像画が知られている。
1889年に妻が亡くなった後、2人の息子はイタリアで暮らすようになったが、長男は事故で死亡し、1899年に次男はピサで行方不明になった。70歳近くになっていたブラネスは2年近く、息子を探したが、ピサの知人の家で死去した。
1930年にモンテビデオに設立された市立美術館はブラネスを記念してMuseo Juan Manuel Blanesと命名された。

## 作品

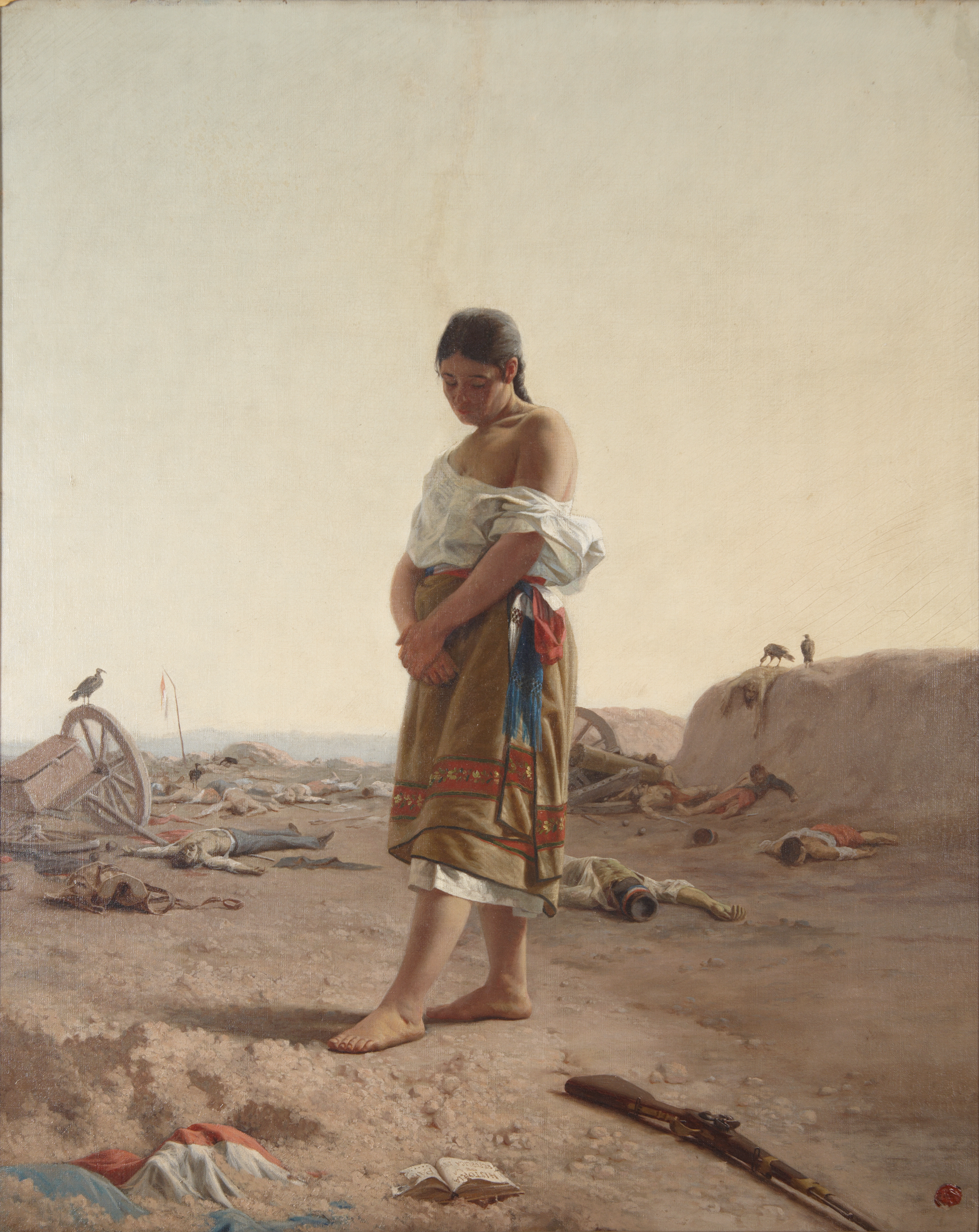
パラグアイの女性 (c.1879)
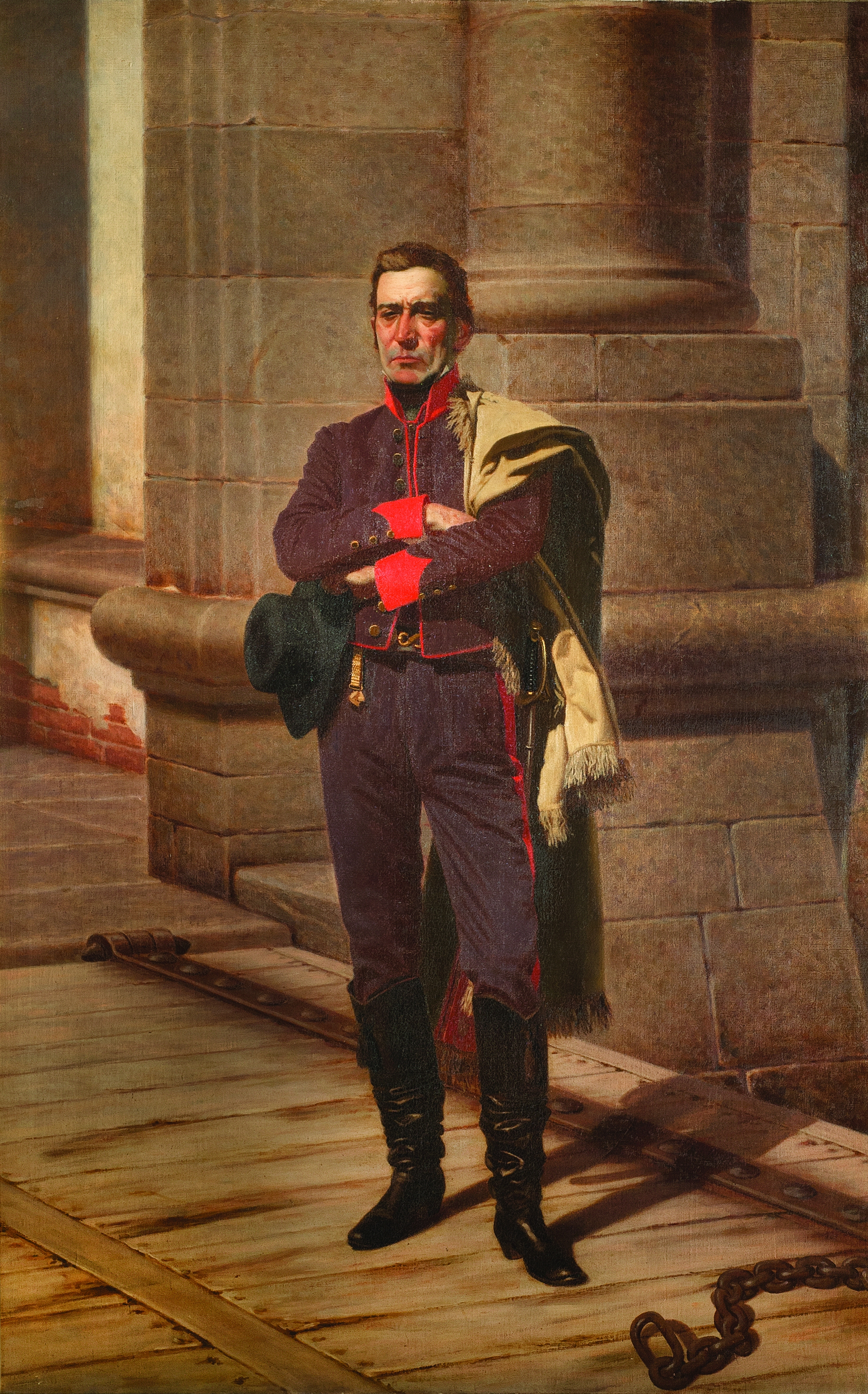
jousai城塞のホセ・アルティガス (c.1884)
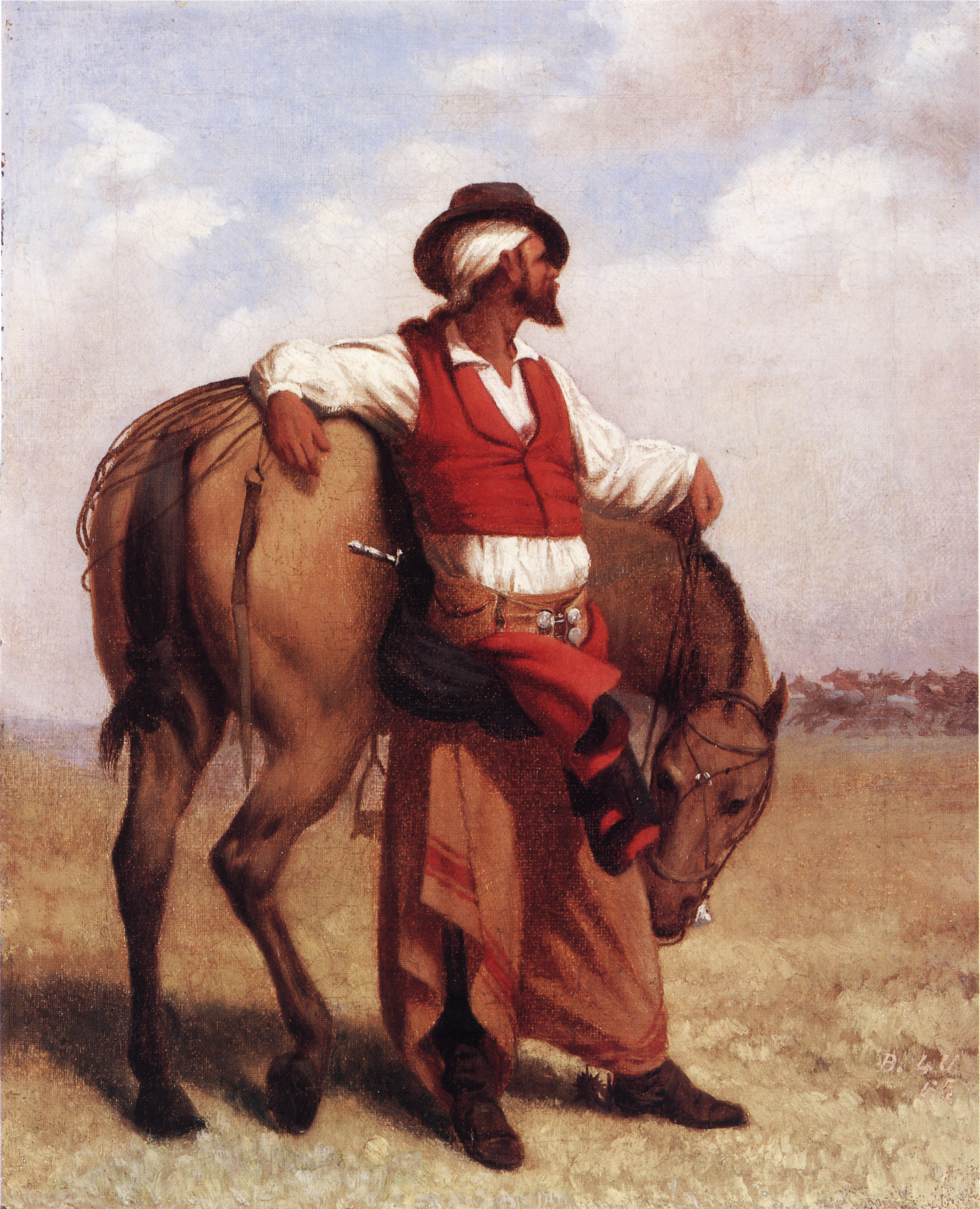
El Capataz　(1865)
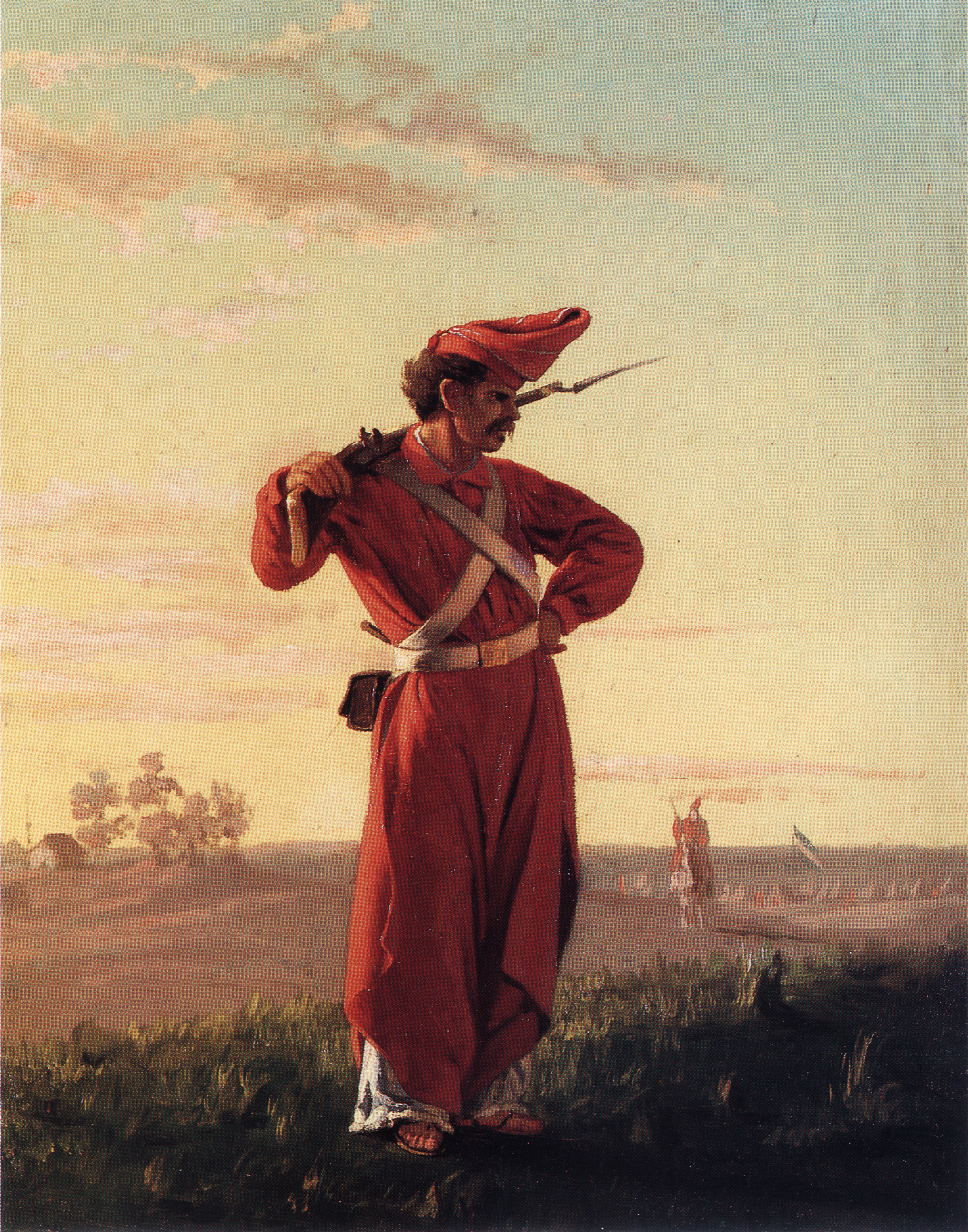
マソルケーロ(独裁者の私兵)